# 27. септембар
27. септембар (27.9.) је 270. дан у години по грегоријанском календару (271. у преступној години). До краја године има још 95 дана.

## Догађаји
- 1540 — Папа Павле III одобрио је булом „Regimini militantis eccleciae“ оснивање језуитског католичког реда који је, као Друштво исусоваца, 1534. у Паризу основао Игнасио де Лојола.
- 1905 — Физички журнал Анали физике је објавио четврти научни рад Алберта Ајнштајна Да ли инерција тела зависи од његовог енергетског садржаја?, у ком је први пут представљена једначина E = mc2.
- 1922 — Грчки краљ Константин I абдицирао је због војног пораза у рату са Турском, две године пошто се вратио на престо.
- 1937 — Основана Осма београдска гимназија
- 1939 — Након тродневног даноноћног бомбардовања, Немци су у Другом светском рату савладали 19-дневни отпор Варшављана и заузели град.
- 1940 — Представници нацистичке Немачке, фашистичке Италије и Јапанског царства су у Берлину потписали Тројни пакт, званично образујући војни савез познат као силе Осовине.
- 1947 — У Варшави је основан Информациони биро комунистичких и радничких партија (Информбиро). Саветодавно и координационо тело девет европских комунистичких и радничких партија основано је на иницијативу Совјетског Савеза, а седиште му је до пролећа 1948. било у Београду, потом у Букурешту.
- 1962 — У Јемену је у војном удару пуковник Абдула ал Салал оборио монархију и прогласио Јеменску Арапску Републику. Са престола је збачен последњи јеменски имам Мохамед Бадр, недељу дана пошто је наследио умрлог оца имама Ахмада.
- 1964 — Воренова комисија је после десетомесечне истраге саопштила да је Ли Харви Освалд био једини атентатор на председника САД Џона Кенедија, 22. новембра 1963. у Даласу. Каснија истраживања су показала да Освалд, који је убијен два дана после атентата, сигурно није био једини атентатор, а можда није ни учествовао у атентату.
- 1968 — Португалски диктатор Антонио де Оливеира Салазар, који је 1932. завео ауторитарни режим у Португалу, повукао се са места премијера након можданог удара.
- 1970 — На иницијативу председника Египта Гамала Абдела Насера, краљ Јордана Хусеин и вођа Палестинског ослободилачког покрета Јасер Арафат потписали су у Каиру споразум о окончању грађанског рата у Јордану.
- 1990 — Иран и Уједињено Краљевство су обновили дипломатске односе, које је Техеран прекинуо у марту 1989. због књиге „Сатански стихови“ британског писца индијског порекла Салмана Рушдија, али су они подигнути на амбасадорски ниво тек 1998, кад су иранске власти одустале од „фатве“, смртне казне којом је запрећено Рушдију.
- 1996 — Талибанске снаге су заузеле Кабул и успоставиле Исламски емират Авганистан.
- 1997 — Почиње шаховски турнир у Тилбургу, Холандија.
- 1998 — Обећавши да ће решити проблем масовне незапослености, лидер немачких социјалдемократа Герхард Шредер победио је Хелмута Кола на изборима и постао нови канцелар Немачке.
- 2000 —
  - Више десетина хиљада људи у центру Београда и око пола милиона широм Србије бурно су поздравили проглашење изборне победе Демократске опозиције Србије (ДОС) на изборима 24. септембра, као и одлуку лидера опозиције да не прихвати други круг председничких избора који су најавили следбеници Слободана Милошевића.
  - У експлозији гаса у руднику угља у јужној кинеској провинцији Гуиџу погинуло је 118 рудара.
- 2001 — Нападач у полицијској униформи упао је на седницу локалне скупштине швајцарског кантона Зуг, убио 13 и ранио 15 људи. Атентатор је потом извршио самоубиство.
- 2015 — Појавила се Витлејемска звезда после више од 2000 година.

## Рођења
- 1271 — Вацлав II Пшемисл, краљ Чешке и Пољске. (прем. 1305)
- 1601 — Луј XIII, француски краљ. (прем. 1643)
- 1601 — Жак Бенињ Босије, француски класицистички књижевник и католички свештеник. (прем. 1704)
- 1871 — Грација Деледа, италијанска књижевница, добитница Нобелове награде за књижевност. (прем. 1936)
- 1901 — Иван Милутиновић, црногорски и југословенски комунист и револуционар. (прем. 1944)
- 1902 — Милан Дединац, српски писац и позоришни критичар. (прем. 1966)[1]
- 1904 — Едвард Коцбек, словеначки књижевник, учесник Народноослободилачке борбе. (прем. 1981)[2]
- 1919 — Џејмс Вилкинсон, енглески научник који се бавио нумеричком анализом (прем. 1986)
- 1921 — Богдан Бабић, српски диригент и руководилац хора АКУД „Бранко Крсмановић“. (прем. 1980)[3]
- 1924 — Бад Пауел, амерички џез пијаниста. (прем. 1966)
- 1925 — Роберт Едвардс, британски научник, Нобеловац, пионир у лечењу неплодности применом методе вештачке оплодње. (прем. 2013)
- 1946 — Јелена Јовановић,  српска етномузиколошкиња и академкиња.[4]
- 1947 — Мит Лоуф, амерички музичар и глумац. (прем. 2022)
- 1947 — Дик Адвокат, холандски фудбалер и фудбалски тренер.
- 1948 — Азра Ченгић, босанскохерцеговачка глумица.
- 1950 — Кари-Хиројуки Тагава, јапанско-америчко-руски глумац и продуцент.
- 1965 — Стив Кер, амерички кошаркаш и кошаркашки тренер.
- 1967 — Исидора Жебељан, српска композиторка. (прем. 2020)[5]
- 1972 — Ласа де Села, америчко-мексичка музичарка. (прем. 2010)
- 1972 — Гвинет Палтроу, америчка глумица.
- 1974 — Паола Тојос, мексичка глумица.
- 1975 — Драган Шарац, српски фудбалер и фудбалски тренер.
- 1976 — Франческо Тоти, италијански фудбалер.
- 1977 — Јово Станојевић, српски кошаркаш.
- 1978 — Бред Арнолд, амерички музичар, члан групе 3 Doors Down.
- 1978 — Ана Николић, српска певачица.
- 1982 — Лил Вејн, амерички хип хоп музичар.
- 1984 — Ваутер Вејлант, белгијски бициклиста. (прем. 2011)
- 1984 — Аврил Лавињ, канадска музичарка и глумица.
- 1990 — Мирка Васиљевић, српска глумица и модел.
- 1991 — Симона Халеп, румунска тенисерка.
- 1993 — Моника Пуиг, порториканска тенисерка.
- 2002 — Џена Ортега, америчка глумица и супруга Андреје Пантића.

## Смрти
- 1891 — Иван Гончаров, руски писац.
- 1917 — Едгар Дега, француски сликар, графичар и вајар.
- 2001 — Драгиша Ивановић инжењер, професор, ректор Београдског универзитета, учесник Априлског рата и Народноослободилачке борбе, друштвено-политички радник, народни херој Југославије.
- 2003 — Доналд О’Конор, амерички плесач, певач и глумац. (рођ. 1925).
- 2007 — Ненад Богдановић, градоначелник Београда.
- 2009 — Вилијам Сефајр, амерички аутор, новинар и колумниста Њујорк Тајмса и добитник Пулицерове награде. (рођ. 1929).
- 2018 — Милорад Марковић, југословенски и српски директор фотографије (рођ. 1922).

## Празници и дани сећања
- Међународни празници
  - Светски дан туризма
- 1825 — Првом у свету јавном железничком пругом, Дарлингтон-Стоктон, у североисточној Енглеској, кренуо је воз с првом парном локомотивом, којом је управљао њен конструктор Џорџ Стивенсон.